# Uprava za obavještajne poslove i sigurnost obrane
Uprava za obavještajne poslove i sigurnost obrane (fra.: Direction du renseignement et de la sécurité de la Défense, DRSD) je vojna sigurnosna služba Francuske Republike zadužena za potrebe Francuskih oružanih snaga. DRSD djeluje unutar francuskog Ministarstva obrane.
DRSD je dio francuske obavještajne zajednice zajedno s vojnom obavještajnom službom DRM, sigurnosnom službom DGSI i obavještajnom službom DGSE.

## Ustroj
DRSD se sastoji od središnje uprave smještene u Fort de Vanvesu u Malakoffu blizu Pariza i 44 mjesta u Francuskoj i inozemstvu. Četiri stalna misije u inozemstvu nalaze se u: Ujedinjenim Arapskim Emiratima, Senegalu, Džibutiju i Gabonu.
Središnja uprava u Parizu se sastoji:
- Uprava - zapovjedništvo i inspekcija, odgovorna za opći pregled službe i posebno sigurnosna pitanja
- Odjel za suzbijanje smetnji - zaštita oružanih snaga, zaštita industrije, nadzor i kontrola trgovine oružjem, prikupljanje informacija ljudskim i tehničkim sredstvima
- Odjel za strategiju i resurse - koji uključuje Odjel upravljanja, Odjel za ljudske resurse, Odjel za potporu i financije i Odjel za obuku i obuku;
- Odjel u nacionalnih ekspertnih centara (postupci odobravanja, orijentacije i koordinacije istraživačkih aktivnosti, revizija sigurnosnih uvjeta obrambenih objekata), koji okuplja Nacionalni centar za obbrambeno odobrenje (CNHD), centar sredstva istraživanja, središte vijeća, prevencija i inspekcija, kao i središte sustava informiranja i komunikacije.

DRSD ima pet područnih odjela koji odgovaraju područjima obrane i sigurnosti na koje je Francuska podijeljena.

## Ravnatelji
| Ravnatelj                    | Razdoblje     |
| ---------------------------- | ------------- |
| General Michel Jorant        | 1991. – 1982. |
| General Armand Wautrin       | 1982. – 1984. |
| General Jean-Louis Deiber    | 1985. – 1987. |
| General Pierre Devemy        | 1987. – 1989. |
| General Antonio Jérôme       | 1989. – 1990. |
| General Roland Guillaume     | 1990. – 1997. |
| General Claude Ascensi       | 1997. – 2000. |
| General Dominique Conort     | 2000. – 2002. |
| General Michel Barro         | 2002. – 2005. |
| General Denis Serpollet      | 2005. – 2008. |
| General Didier Bolelli       | 2008. – 2010. |
| General Antoine Creux        | 2010. – 2012. |
| General Jean-Pierre Bosser   | 2012. – 2014. |
| General Jean-François Hogard | 2014. – 2018. |
| General Eric Bucquet         | 2018. -       |

## Poveznice
- DGSE, francuska obavještajna služba
- DGSI, francuska sigurnosna služba
- DRM, francuska vojna obavještajna služba
- DI, britanska vojna obavještajna služba
- Aman, izraelska vojna obavještajna služba

## Vanjske poveznice
- Službena stranica  Arhivirana inačica izvorne stranice od 9. svibnja 2019. (Wayback Machine)